# The Best of Deep Purple: Live in Europe
The Best of Deep Purple: Live in Europe уживо је албум британског хард рок састава Дип перпл, који 2003. године објављује дискографска кућа, 'Double Play'.
Ова уживо компилација садржи неколико не објављених песама које изводе поставе 'Mark II, III i VII.

## Списак песама
1. "Smoke on the Water" (Mk. VII) - (Ричи Блекмор, Ијан Гилан, Роџер Главер, Џон Лорд, Ијан Пејс) - 6:08
2. "Stormbringer" (Mk. III) - (Ричи Блекмор, Дејвид Кавердејл) - 4:29
3. "Gypsy" (Mk. III) - (Ричи Блекмор, Дејвид Кавердејл, Глен Хјуз, Џон Лорд, Ијан Пејс) - 5:47
4. "Burn" (Mk. III) - (Ричи Блекмор, Дејвид Кавердејл, Џон Лорд, Ијан Пејс) - 7:37
5. "Never Before" (Mk. II) - (Ричи Блекмор, Ијан Гилан, Роџер Главер, Џон Лорд, Ијан Пејс) - 3:59
6. "Highway Star" (Mk. II) - (Ричи Блекмор, Ијан Гилан, Роџер Главер, Џон Лорд, Ијан Пејс) - 6:45
7. "Strange Kind of Woman" (Mk. II) - (Ричи Блекмор, Ијан Гилан, Роџер Главер, Џон Лорд, Ијан Пејс) - 8:39
8. "Into the Fire" (Mk. II) - (Ричи Блекмор, Ијан Гилан, Роџер Главер, Џон Лорд, Ијан Пејс) - 4:12
9. "Speed King" (Mk. II) - (Ричи Блекмор, Ијан Гилан, Роџер Главер, Џон Лорд, Ијан Пејс) - 6:25
10. "Child in Time" (Mk. II) - (Ричи Блекмор, Ијан Гилан, Роџер Главер, Џон Лорд, Ијан Пејс) - 10:19
11. "Lucille" (Mk. II) - (Al Collins, Little Richard) - 5:33
12. "Black Night" (Mk. II) - (Ричи Блекмор, Ијан Гилан, Роџер Главер, Џон Лорд, Ијан Пејс) - 7:06

## Извођачи по поставама
- MK II: Ијан Гилан, Ричи Блекмор, Џон Лорд, Роџер Главер, Ијан Пејс
- MK III: Дејвид Кавердејл, Ричи Блекмор, Џон Лорд, Глен Хјуз, Ијан Пејс
- MK VII: Ијан Гилан, Стиви Морс, Џон Лорд, Роџер Главер, Ијан Пејс